# جيري نورمان
جيري نورمان (بالإنجليزية: Jerry Norman)‏ هو لغوي أمريكي، ولد في 16 يوليو 1936 في واتسونفيل في الولايات المتحدة، وتوفي في 7 يوليو 2012 في سياتل في الولايات المتحدة.